# オットー・フリードリッヒ・ボルノウ
オットー・フリードリヒ・ボルノウ（ドイツ語: Otto Friedrich Bollnow、 1903年3月14日 - 1991年2月7日）は、ドイツの教育哲学者。シュテッティン（現在のポーランド領シュチェチン）生まれ。長くテュービンゲン大学教授で知られる。ボルノーとも。

## 経歴
- 1925年にてのちのノーベル物理学賞者であるマックス・ボルンのもとで結晶の格子理論の一部（「酸化チタンの結晶格子理論に関する研究」）をもって理論物理学の学位を取得した後、改革教育学の流れに入る田園教育舎で手伝いの仕事をしたことから、教育学に転進。
- 1927年にマルティン・ハイデッガーの『存在と時間』より与えられた強い刺激のため、彼を追ってマールブルク大学とフライブルク大学に通う。その後、ゲッティンゲン大学で、ヴィルヘルム・ディルタイの弟子にあたるヘルマン・ノールとゲオルク・ミッシュのもとに戻り、教育学と哲学で1931年に教授資格取得、1933年教授資格論文『F・H・ヤコービの生の哲学』を出版。同年11月11日、ドイツの大学と教授たちによるアドルフ・ヒトラーへの誓いに参加。
- 1938年にゲッティンゲン大学の員外教授になり、1939年ギーセン大学に招聘され、その後短期間キール、そしてマインツ大学の教授になった。なお、1940年には入党している。
- 1953年50歳でエドゥアルト・シュプランガーの後任者としてテュービンゲン大学に、初等教育、教育的人間学、倫理学、教育学担当の教授として招聘される。以後、1970年（67歳）の退官までこの大学の教授職にあり、退官後も大学院院生の指導を続けた。
- 1986年来日「都市と緑と人間と」を題に講演。
- 1991年2月7日テュービンゲンで死去。

## 思想と評価
- 彼の思想の特徴は、理性とロマン主義、生の哲学と実存主義といった相対立する概念・思想の一方を排するのではなく、その両者の緊張関係を維持しながら、自らの思想を新たな危険にさらす開かれた態度にあるとされ、それはあたかも「二つの椅子の間に座る」ようであるとされた[1]。
- 第二次世界大戦中、ヘルマン・ノールと彼の弟子たちは、リベラルな志向を持っていたためほとんどが教職を追放されるか、イギリスなどに亡命したが、彼はマインツ大学の教職に留まり、戦後、テュービンゲン大学に移り、退職するまでそこで教鞭をとった。大戦中に特筆することがあるとすれば、彼は精神的遺書を作ることを決心し『気分の本質』を書き上げ、ハイデッガーの「現存在の分析論」に対立しながら、「哲学的な人間学」の原理を展開している。1943年に陸軍へ召集され、自動車部隊や砲兵隊などを転々とした後にミュンヘン近郊の研究所へ物理学者として配属された。この間哲学からは断絶させられている。
- 彼は、ハイデッガーの死へ向けての存在に教育学という立場から反論し、家や庇護された空間を人を支える根拠として提案し、教育学ではこれを基礎に「教育的雰囲気」という概念を考え出した。今日、ケアリングという考え方の先駆をなすものではないかという彼の再評価の動きもある。彼の空間論（『人間と空間』）、気分論（『気分の本質』筑摩書房）は、教育学以上に、建築学の世界でよく読まれている。

## 主要な著作
- 『ディルタイ―その哲学への案内』（Dilthey. Eine Einführung in seine Philosophie, 1936）（麻生建訳、未来社、1977）
- 『気分の本質』（DasWesen der Stimmungen, 1941）（藤縄千艸訳、筑摩書房「筑摩叢書」、1973）
- 『ロマンティークの教育学』（Die Pädagogik der deutschen Romantik, 1952）
  - 『ドイツ・ロマン主義の教育学』（岡本英明訳、北樹出版、2013）
- 『新しい庇護性　実存主義克服の問題』（Neue Geborgenheit, 1955）（須田秀幸訳、未来社、1978）
- 『実存哲学と教育学』（Existenzphilosophie und Pädagogik, 1959）（峰島旭雄訳、理想社、1980）
- 『人間と空間』（Mensch und Raum, 1963）（大塚恵一訳、せりか書房、1978）
- 『ディルタイとフッサール　20世紀哲学の源流』（高橋義人訳・解説、岩波書店、1986）
- 『思索と生涯を語る』（ゲベラー／レッシング編、共著での回想、石橋哲成訳、玉川大学出版部、1991）
- 『教育を支えるもの』（森昭・岡田渥美訳、黎明書房、2006）
- 『練習の精神　教授法上の基本的経験への再考』（岡本英明監訳、北樹出版、2009）
- 『畏敬』（岡本英明訳、玉川大学出版部、2011）